# Comté de Ledesma
Le comté de Ledesma est une seigneurie espagnole accordée, à titre héréditaire, par le roi Henri IV de Castille le 23 avril 1462 à don Beltrán de la Cueva, duc d’Alburquerque (1464), Grand d’Espagne, comte de Huelma (1474) et grand maître de l’ordre de Santiago.
Le nom du comté fait référence à la ville espagnole de Ledesma, située dans la province de Salamanque. Le comte actuel est Juan Miguel Osorio y Bertrán de Lis, dix-neuvième titulaire. 

## Histoire
Lorsque le marquis don Beltrán de la Cueva, devenu le 23 avril 1462 comte de Ledesma, sera nommé à l'ordre de Santiago (Saint-Jacques de l'Épée), dignité très convoitée, le roi d'Aragon et de Navarre, ainsi que les autres ligueurs signent le 19 septembre un acte de mécontentement, en pressant le marquis don Beltrán de la Cueva à renoncer à ce titre. Celui-ci, au courant de cette conspiration, répond au roi qu'il est disposé à se démettre de ce titre, mais aussi prêt à tout autre sacrifice que le roi Henri IV de Castille lui avait octroyé. Confondu par tant d'honnêteté et de fidélité, le roi, reconnaissant, rend le titre de comte de Ledesma et l'ordre Saint-Jacques de l'Épée. Cependant, il lui attribue aussi le titre de duc d’Alburquerque, quatre seigneuries et trois millions cinq cent mille maravédis de pension par an.

## Comtes de Ledesma
1. Beltrán de la Cueva ;
2. Francisco Fernández de la Cueva ;
3. Beltrán II de la Cueva y Toledo ;
4. Francisco II Fernández de la Cueva y Girón ;
5. Gabriel III de la Cueva y Girón ;
6. Beltrán III de la Cueva y Castilla ;
7. Francisco III Fernández de la Cueva ;
8. Francisco IV Fernández de la Cueva y Enríquez de Cabrera ;
9. Melchor Fernández de la Cueva y Enríquez de Cabrera ;
10. Francisco V Fernández de la Cueva y de la Cueva ;
11. Francisco VI Fernández de la Cueva y de la Cerda ;
12. Pedro Miguel de la Cueva y Guzmán ;
13. Miguel de la Cueva y Enríquez de Navarra (es) ;
14. José Miguel de la Cueva y de la Cerda (es) ;
15. Nicolás Osorio y Zayas (es) ;
16. José Isidro Osorio y Silva-Bazán (es) ;
17. Miguel Osorio y Martos (es) ;
18. Beltrán Alfonso Osorio y Díez de Rivera (es) ;
19. Juan Miguel Osorio y Bertrán de Lis.

### Sources et bibliographie
- (es) Cet article est partiellement ou en totalité issu de l’article de Wikipédia en espagnol intitulé « Condado de Ledesma » (voir la liste des auteurs).
- (es) Fernando González-Doria, Diccionario heráldico y nobilitario de los reinos de España, 1994,  (ISBN 84-465-0044-2), notice « Ledesma » page 160.